# PA-32
La PA-32 o carretera de acceso a Pamplona sureste es una vía situada en la Comunidad Foral de Navarra (España). Tiene  una longitud de 0,53 km y comunica la PA-31 (acceso sur a Pamplona) con el Parque comercial Galaria, además de servir de acceso a zonas de los barrios pamploneses de la Milagrosa y Lezcairu, la Universidad Pública de Navarra o el Estadio El Sadar.

## Salidas
| Id.   | Kilómetro | Salida | Dirección ascendente                          | Dirección descendente                         |
| ----- | --------- | ------ | --------------------------------------------- | --------------------------------------------- |
| PA-32 | 0         |        | Pamplona Mutilva Parque Comercial Galaria     | Pamplona Mutilva Parque Comercial Galaria     |
| PA-32 | 0         |        | PA-31 Pamplona                                | E Leclerc                                     |
| PA-32 | 0,4       |        | PA-31 Noáin, Zaragoza, Huesca                 |                                               |
| PA-32 | 0,53      |        | A-15 Francia, San Sebastián, Vitoria, Logroño | A-15 Francia, San Sebastián, Vitoria, Logroño |